# Dave McKenna
Pour les articles homonymes, voir McKenna.
Dave McKenna, né le 30 mai 1930 et mort le 18 octobre 2008, est un pianiste de jazz américain. Il est connu pour son "swing à trois mains".

## Biographie
Débutant à l'âge de 15 ans, McKenna joue avec Boots Mussulli (1947), Charlie Ventura (1949 puis 1953-54) et l'orchestre de Woody Herman (1950-51).
Il a travaillé avec de nombreux musiciens de swing et de Dixieland comme Gene Krupa, Joe Venuti, Stan Getz, Zoot Sims, Al Cohn, Bob Wilber, Eddie Condon, Bobby Hackett, Scott Hamilton, mais se consacra surtout, à partir de 1967, au piano solo, principalement dans le nord-est des États-Unis. En 1970, il joue avec Louis Armstrong au festival de Newport.
Il commence à être reconnu en tant que soliste dans les années soixante-dix mais décide de jouer dans sa région plutôt que de voyager et faire des tournées. De même, il préfère jouer dans des clubs et des hôtels plutôt que dans des salles de plus grandes renommée et capacité. Ainsi, il joue régulièrement dans les hôtels du Massachusetts, notamment pendant une dizaine d'années, dans les années quatre-vingt, au Grand Dame Copley Plaza Hotel de Boston.
Il est également un accompagnateur de talent, aux côtés de chanteuses et chanteurs comme Rosemary Clooney, Teddi King, Donna Byrne ou encore Tony Bennett.
En 1998, il est nommé à la récompense Grammy Award du meilleur solo de jazz improvisé pour le titre You must believe in Swing enregistré avec le clarinettiste bebop Buddy DeFranco.
Il meurt en 2008 d'un cancer du poumon.

## Style musical
Son style musical repose sur deux éléments clés : ses choix de morceaux et son style de jeu, appelé "swing à trois mains".
McKenna aime jouer des medleys, souvent composés de titres comportant un mot ou une thématique en commun. Il y mélange des airs de styles et de tempos différents, ballades, standards, blues, folk…
Les interprétations de McKenna commencent souvent par un bref et direct exposé du thème ou, sur les ballades, une version libre, harmoniquement enrichie. Le thème est ensuite souvent rejoué, avec de plus en plus d'enrichissements. Ensuite commence l'improvisation, qui se déploie sur trois niveaux : une ligne de basse, des accords dans le registre moyen et une mélodie improvisée. La ligne de basse, pour laquelle McKenna descend souvent dans les extrêmes graves du piano, jouée de la main gauche, est détachée, à la manière d'une contrebasse. La mélodie est jouée de la main droite et les accords sont joués soit avec le pouce et l'index droits, soit avec ceux des deux mains si la ligne de basse le permet.

## Discographie sélective
- From A to... Z, avec Al Cohn et Zoot Sims, 1957
- Giant Strides, 1979, Concord Records
- Bill Evans: A Tribute, 1982, Palo Alto Records
- A Celebration of Hoagy Carmichael, 1983, Concord Records
- Dancing in the Dark and Other Music of Arthur Schwartz, 1986, Concord Jazz
- My Friend the Piano, 1987, Concord Jazz
- No More Ouzo for Puzo, 1989, Concord Jazz
- Sunbeam and Thundercloud avec Joe Temperley, 1996
- Christmas Ivory, 1997, Concord Jazz
- You Must Believe in Swing avec Buddy DeFranco, 1997,  Concord Jazz
- An Intimate Evening With Dave McKenna, 2002, Arbors Records